# Ernest Chapman
Ernest Chapman   (Sydney, 11 d'abril de 1926 - valor desconegut, 21 de març de 2013) fou un remer australià que va competir durant les dècades de 1940 i 1950.
Chapman s'inicià al Balmain Rowing Club de Sydney, però va canviar pel Sydney Rowing Club a finals dels anys quaranta. El 1952 va prendre part en els Jocs Olímpics d'Estiu de Hèlsinki, on guanyà la medalla de bronze en la prova del vuit amb timoner del programa de rem.